# Foncine-le-Bas
Foncine-le-Bas es una localidad y comuna francesa situada en la región de Franco Condado, departamento de Jura, en el distrito de Lons-le-Saunier y cantón de Planches-en-Montagne.

## Demografía
| 236 | 232 | 229 | 191 | 175 | 182 | 1014 |
| Para los censos de 1962 a 1999 la población legal corresponde a la población sin duplicidades (Fuente: INSEE [Consultar]) |     |     |     |     |     |      |